# Sachsenplatz (Wien)

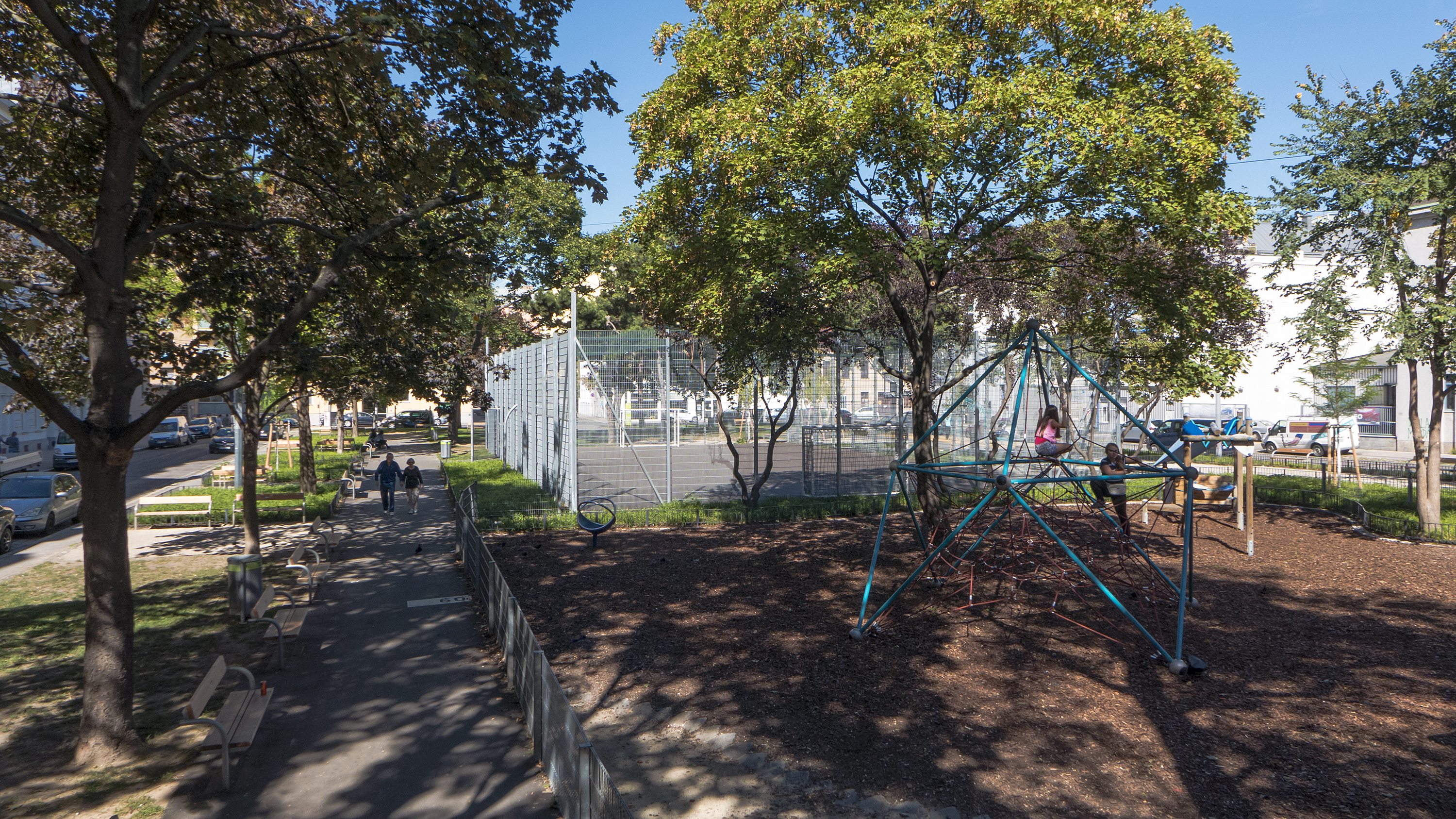
Der Sachsenpark am Sachsenplatz

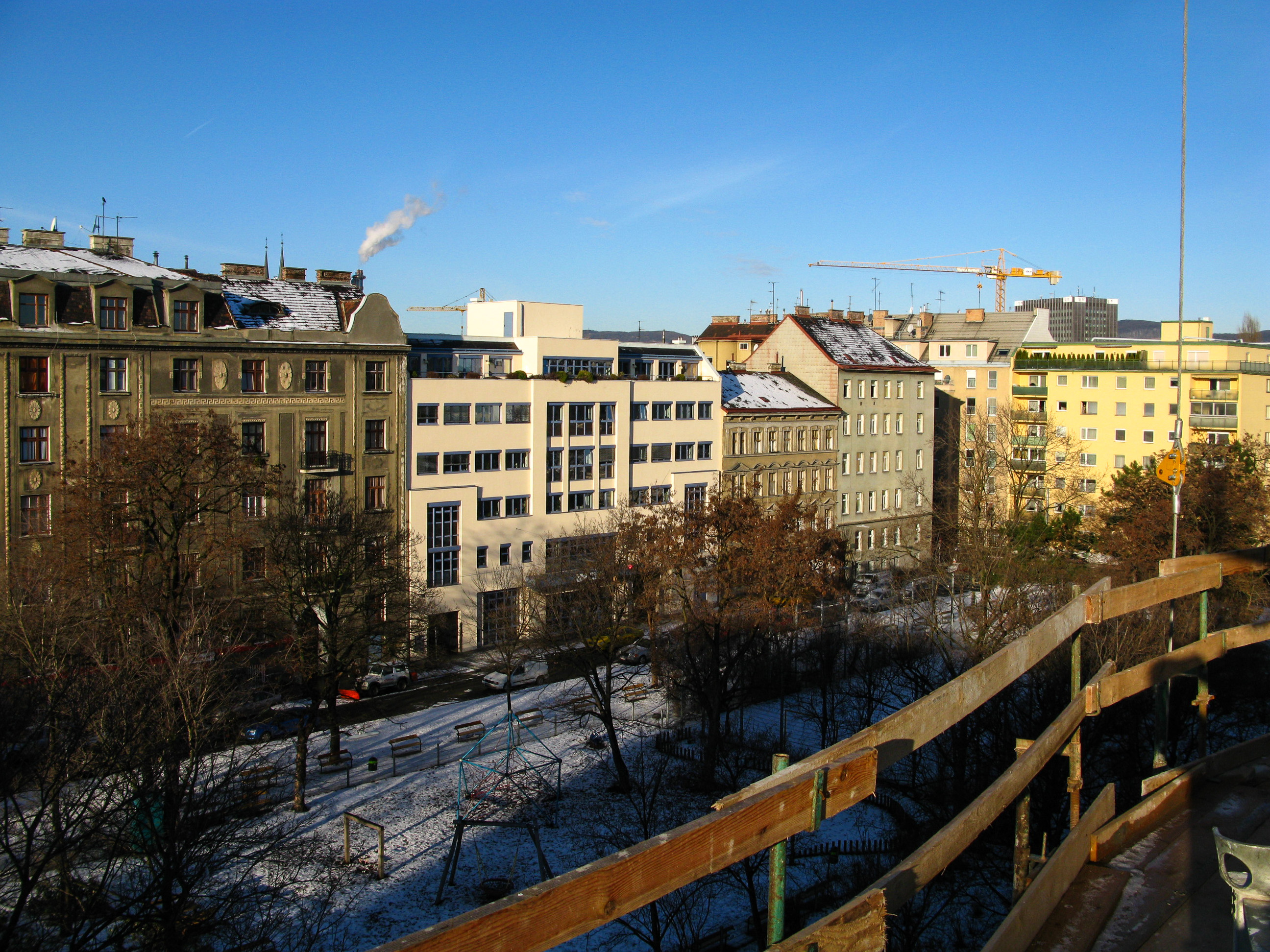
Sachsenpark im Winter

Der Sachsenplatz in Wien befindet sich im 20. Wiener Gemeindebezirk, Brigittenau.
Seine Benennung geht auf das Jahr 1866 zurück, als das Königreich Sachsen im so genannten Deutschen Krieg gemeinsam mit dem Kaisertum Österreich gegen Preußen kämpfte.  Nach der Niederlage in der Schlacht bei Königgrätz zogen sich sächsische Truppen in den Bereich der heutigen Brigittenau zurück. Als Dank für die Verbundenheit Sachsens mit Österreich wurde der Platz 1877 benannt. Er befand sich bis 1900 im 2. Bezirk, Leopoldstadt, von dem die Brigittenau dann abgetrennt wurde.
Der vom Sachsenpark eingenommene Platz wurde im Uhrzeigersinn mit Hausnummern versehen, beginnend im Südwesten mit Nr. 1 am Haus Ecke Wallensteinstraße 59 und endend mit Nr. 17 am Haus Ecke Heistergasse 10 / Wallensteinstraße im Süden des Platzes. Mit seinen Häusern Nr. 9 und 10 unterbricht der Platz die im Norden angrenzende, zur Wallensteinstraße parallele  Waldmüllergasse.